# WingStreet
WingStreet è una catena-test di ristoranti di proprietà di Yum! Brands specializzati nella preparazione e vendita di Ali di pollo.

## Storia
WingStreet nasce come sorella minore di Pizza Hut, infatti la quasi totalità dei ristoranti WingStreet si trova all'interno o adiacente ad un Pizza Hut.
Pizza Hut iniziò a vendere ali di pollo nel 1995, grazie al successo ottenuto da questa attività nel 2003 il management della Yum! decise di separare l'attività di vendita delle ali di pollo da quella tradizionale di vendita di pizza.

## Prodotti
WingStreet prepara e vende ali di pollo sia tradizionali che impanate in varie combinazioni e con vari accompagnamenti. I condimenti proposti sono di otto tipi in due tipologie di piccante: Piccante e Addomesticato. Le salse sono così chiamate: Flamethrower, Buffalo, Cajun, Spicy BBQ, Honey BBQ, Garlic Parmesan, Spicy Asian, and Mild. Esistono anche le All American che vengono servite senza salse.
WingStreet serve tre tipi di ali: Con osso, Senza osso, e Tradizionale. Entrambe le qualità con o senza osso sono impanate, mentre quelle tradizionali no.